# 千手院 (松江市)
千手院（せんじゅいん）は、島根県松江市石橋町にある高野山真言宗の寺院。山号は尊照山。本尊は千手観音。

## 歴史
この寺は、もとは安来市広瀬町富田にあったといわれるが、江戸時代初め、堀尾吉晴らが松江城を築く際、本丸の鬼門（北東方向）封じとして、この地に移転した。
雲陽誌によれば、1678年（延宝6年）の城下の大火によって伽藍が焼失し、古記録・寺宝なども全てを失ったと記されている。現在の本堂、不動堂は、1816年（文化13年）に再建された。
境内全域は、緑地保全区域第1号に指定されており、樹齢200年以上といわれる枝垂桜は、松江市指定天然記念物。境内からは、松江城や松江城下町を一望できる。

## 交通アクセス
- 市バス「石橋三丁目」バス停から徒歩5分

## 周辺
- 菅田庵
- 島根大学旧奥谷宿舎（旧制松江高等学校外国人宿舎）
- 田原神社
- 桐岳寺
- 明々庵
- 普門院